# یون اوک-هی
یون اوک-هی (انگلیسی: Yun Ok-hee؛ زادهٔ ۱ مارس ۱۹۸۵) کماندار اهل کره جنوبی است.